# Phare du cap Beddouza
Le phare du cap Beddouza est un phare situé sur le cap Beddouza (anciennement cap Cantin), à 35 km au nord du port de Safi (Région de Marrakech-Safi, Maroc).
Il est géré par l'autorité portuaire et maritime au sein du Ministère de l'équipement, du transport, de la logistique et de l'eau.

## Histoire
Le phare a été construit par les Français en 1916, au début du Protectorat français au Maroc (1912-1956) Il portait le nom de phare du cap Cantin.
Il est érigé tout près de la plage du cap Beddouza. Ce phare, à l’architecture d’une kasbah marocaine, est une tour carrée en pierre, avec galerie et lanterne, de 19 m de haut. Il est au centre d'un grand fort carré. Le fort et le phare sont peints en blancs ; la tour du phare et les tourelles de l'enceinte portent deux bandes horizontales bleu-vert. La station de signalisation maritime est accessible par la route.
Identifiant : ARLHS : MOR014 - Amirauté : D2592 - NGA : 23176 .